# 페냐플로르 (칠레)
페냐플로르(스페인어: Peñaflor)는 칠레 산티아고 수도주 탈라간테 현의 코무나이다.